# Himmelskibet
Himmelskibet (letteralmente "nave in cielo") è un film del 1918 diretto da Holger-Madsen.
È una pellicola danese di fantascienza muta in bianco e nero tratta dal romanzo omonimo di Sophus Michaëlis. Narra di un viaggio di un'astronave sul pianeta Marte, immaginato abitato in accordo con le teorie di Percival Lowell.
Distribuito in vari Paesi del mondo, fu uno dei primissimi film di fantascienza danesi ed è stato citato come il primo del filone della space opera.
Nel 2006 il film è stato restaurato e redistribuito in DVD dall'Istituto cinematografico danese.

## Trama
Il professor Planetarius costruisce un'astronave, la Excelsior, che viene destinata a compiere un viaggio verso il pianeta Marte, al comando del figlio del professore, il capitano Avanti Planetaros.
Decollata da Copenaghen, l'astronave, dopo un lungo viaggio complicato da un caso di abuso di alcolici e da un ammutinamento dell'equipaggio, giunge sul Pianeta rosso. L'atmosfera di Marte risulta respirabile, così gli astronauti possono muoversi senza respiratore fuori della navicella spaziale. Temendo di incontrare marziani aggressivi, l'equipaggio è pesantemente armato, ma viene accolto da miti e festosi marziani, pacifisti e vegetariani. I marziani hanno abolito la guerra molto tempo addietro e istituito un ordine sociale in cui la sovrappopolazione è impedita attraverso il controllo delle nascite.
Avanti, per dimostrare ai marziani come si cacciano gli animali sulla Terra, abbatte con una pistola un uccello. Tale azione è tuttavia considerata un sacrilegio dai marziani e Avanti è costretto dai saggi di Marte a recarsi nel tempio della meditazione, a riflettere sulle proprie azioni. Avanti riconosce il proprio errore e si innamora perdutamente di Marya, la bionda e bellissima figlia del gran sacerdote di Marte. Il suo amore è ricambiato ed entrambi decidono di sposarsi e tornare assieme con l'equipaggio sulla Terra per diffondervi il messaggio di pace dei marziani.

## Produzione

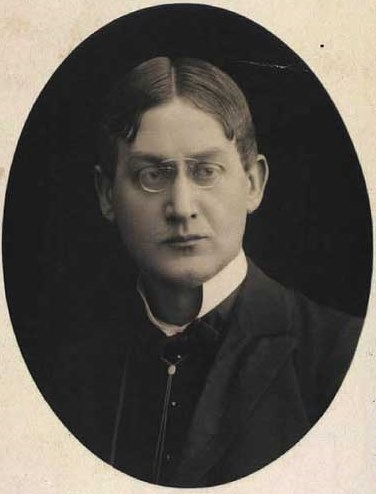
Lo scrittore e poeta danese Sophus Michaëlis, autore della storia originale da cui è tratto il film.

Il film fu prodotto nel 1918 o, secondo altre fonti, l'anno precedente, durante la prima guerra mondiale. Fu il secondo film di fantascienza prodotto in Danimarca, dopo Verdens undergang del 1916. La lunghezza della pellicola è di 1993 metri (6 bobine).

## Distribuzione
Il film fu distribuito in numerosi Paesi di tutto il mondo. In inglese il film fu edito col titolo A Trip to Mars, in francese come Le Vaisseau du ciel ou À 400 millions de lieues de la Terre, in tedesco Das Himmelsschiff, in svedese Himmelsskeppet.

## Accoglienza
Il film riscosse un certo successo a livello mondiale, dall'Europa alle Americhe alla Russia sovietica.

### Critica
Casper Tybjerg scrive che "Ole Olsen, [...] coautore della sceneggiatura, sperava, insieme col noto scrittore Sophus Michaëlis, che il film avrebbe parlato ai cuori degli spettatori ispirando loro “sentimenti ideali”, specie il pacifismo. Ma i critici danesi dell'epoca derisero la seriosa stupidità del film e indicarono senza esitare i suoi molti difetti rispetto a Nascita di una nazione, proiettato per la prima volta a Copenaghen un mese dopo Himmelskibet."
Fantafilm scrive che "il film, pur nella ingenuità del suo messaggio di pace e di fratellanza (siamo in piena guerra mondiale), viene segnalato dagli studiosi di cinema per una fotografia luminosa e per i trucchi molto fantasiosi."
Il critico Phil Hardy afferma che si tratta del "primo film che ha marcato l'inizio del sottogenere fantascientifico della space opera", notando che però in Danimarca non fu prodotto un altro film di fantascienza fino a Reptilicus del 1962.